# Багнел (Мисури)
Багнел (енгл. Bagnell) град је у америчкој савезној држави Мисури.

## Демографија
По попису из 2010. године број становника је 93, што је 7 (8,1%) становника више него 2000. године.
| Група             | 2000.      | 2010.      |
| Белци             | 83 (96,5%) | 88 (94,6%) |
| Афроамериканци    | 0 (0,0%)   | 0 (0,0%)   |
| Азијати           | 0 (0,0%)   | 0 (0,0%)   |
| Хиспаноамериканци | 1 (1,2%)   | 0 (0,0%)   |
| Укупно            | 86         | 93         |